# Sânpetru Mare

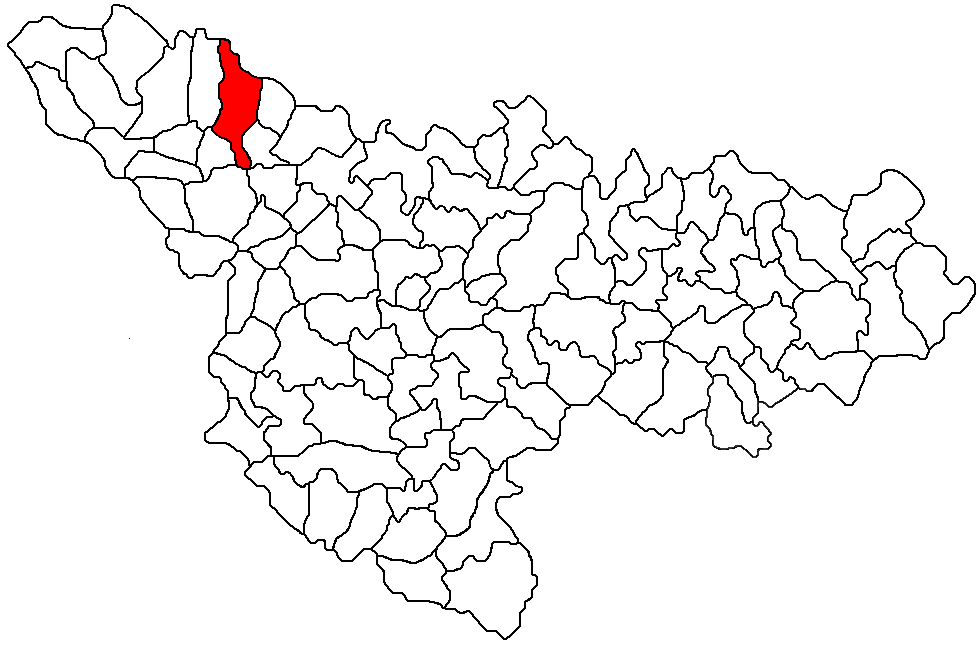
Lage der Gemeinde Sânpetru Mare im Kreis Timiș

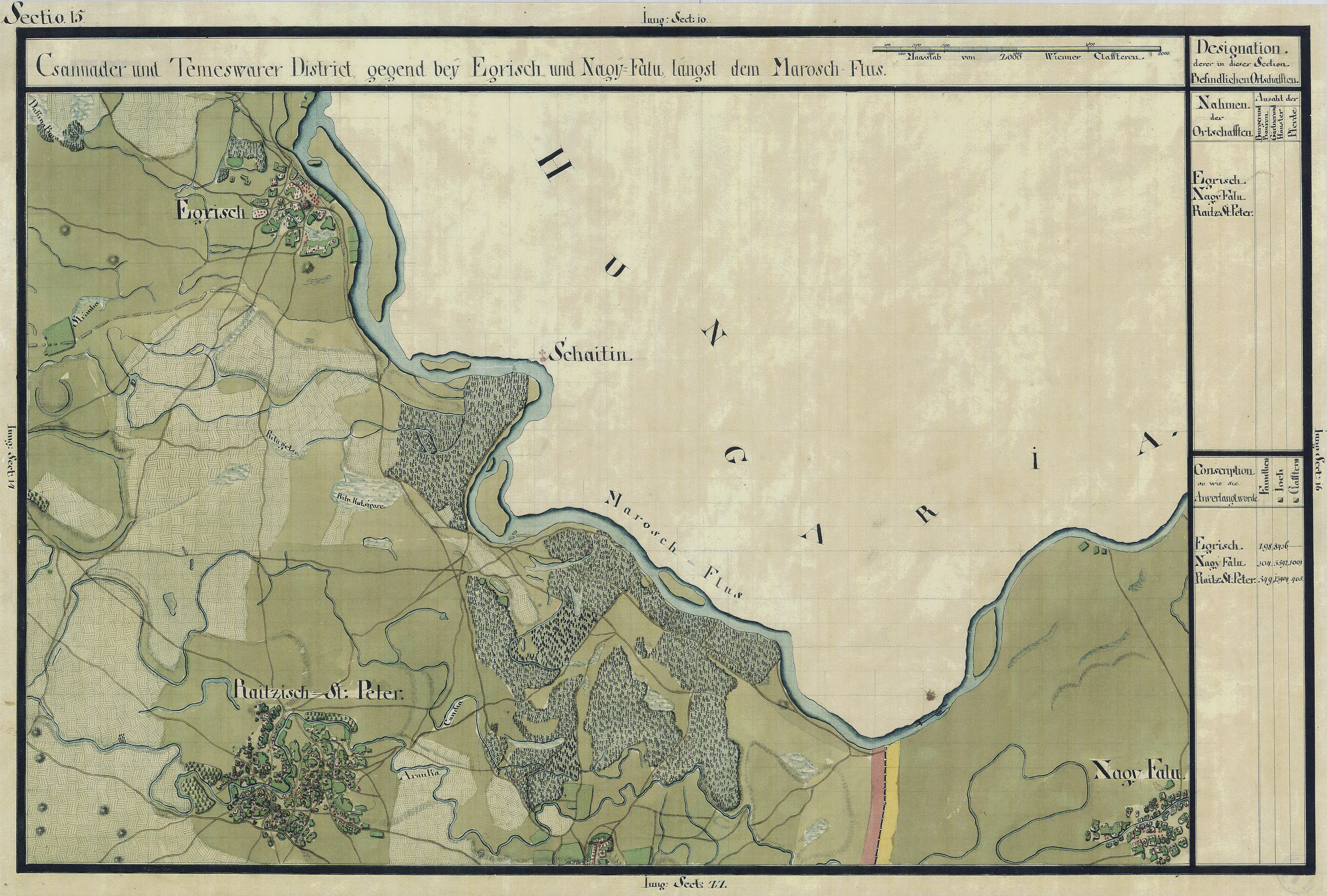
Sânpetru Mare auf der Josephinischen Landaufnahme (1769–1772)

Sânpetru Mare [sɨn'petru 'mare] (deutsch Großsanktpeter auch Ratzsanktpeter oder Raitzisch St. Peter, ungarisch Nagyszentpéter, serbisch-kyrillisch Veliki Sempetar) ist eine Gemeinde im Kreis Timiș, in der Region Banat, im Südwesten Rumäniens.

## Lage
Sânpetru Mare befindet sich im Nordwesten des Kreises Timiș, an der Grenze zum Kreis Arad. Die Aranka fließt durch den Ort. Sânpetru Mare wird von der Kreisstraße DJ 682 durchquert, die die Verbindung Sânnicolau Mare–Timișoara herstellt. Desgleichen liegt die Gemeinde an der Bahnstrecke Timișoara–Valcani.

## Nachbarorte
| Sânnicolau Mare | Borotvástelep                               | Nădlac   |
| Dudeștii Vechi  | Kompassrose, die auf Nachbargemeinden zeigt | Saravale |
| Nerău           | Tomnatic                                    | Pesac    |

## Geschichte
Der Ort wurde 1333 erstmals in den päpstlichen Steuerlisten unter dem Namen Sancto Petro erwähnt. Im Laufe der Zeit hatte der Ort verschiedene Bezeichnungen, abhängig von der jeweiligen Verwaltung.
1421 schenkte König Sigismund von Ungarn Zentpeter der Familie von Dózsa Marczalli, Bischof des Csanáder Bistums.
1464 begann die ungarische Kolonisierung der Region. 1514 beteiligten sich die Einwohner von Zentpeter am Bauernaufstand unter dem Anführer György Dózsa. Nach dem Frieden von Passarowitz (1718) begann die österreichische Kolonisation. 1748 wurde „Ratz St. Peter“ mit Deutschen besiedelt.
Bis zum Jahre 1861 bildeten Serben und Deutsche eine einzige politische Gemeinde. In diesem Jahr lösten sich die Bewohner der neuen Siedlung los und bildeten eine selbstständige Gemeinde, die den Namen Szerbszentpéter-német (Deutsch-Serbsanktpeter) und später Ujszentpeter (Neusanktpeter) erhielt. Die serbische Gemeinde wurde auf Serbsanktpeter und später Nagyszentpeter (Großsanktpeter) umbenannt.
Am 4. Juni 1920 wurde das Banat infolge des Vertrags von Trianon dreigeteilt. Der größte, östliche Teil, zu dem auch Großsanktpeter gehörte, fiel an Rumänien.
Infolge des Waffen-SS Abkommens vom 12. Mai 1943 zwischen der Antonescu-Regierung und Hitler-Deutschland wurden alle deutschstämmigen wehrpflichtigen Männer in die deutsche Armee eingezogen. Aus Großsanktpeter begaben sich im Herbst 1944 180 Personen auf die Flucht in Richtung Westen. Die meisten kamen nicht mehr zurück. Noch vor Kriegsende, im Januar 1945, fand die Deportation aller volksdeutschen Frauen zwischen 18 und 30 Jahren und Männer im Alter von 16 bis 45 Jahren zur Aufbauarbeit in die Sowjetunion statt. Aus Großsanktpeter wurden 75 Personen verschleppt. Das Bodenreformgesetz vom 23. März 1945, das die Enteignung der deutschen Bauern in Rumänien vorsah, entzog der ländlichen Bevölkerung die Lebensgrundlage.
1930–1940 ließen sich rumänische Familien aus Igriș und Șeitin im Ort nieder, 1945 kamen rumänische Familien aus Siebenbürgen und aus der Dobrudscha hinzu. Sânpetru Mare entstand nach dem Zweiten Weltkrieg durch den Zusammenschluss des überwiegend von Serben bewohnten Großsanktpeter (Velica Szent-Peter) und des ehemals von Deutschen, heute überwiegend von Rumänen bewohnten Neusanktpeter.
Da die Bevölkerung entlang der rumänisch-jugoslawischen Grenze von der rumänischen Staatsführung nach dem Zerwürfnis Stalins mit Tito und dessen Ausschluss aus dem Kominform-Bündnis als Sicherheitsrisiko eingestuft wurde, erfolgte am 18. Juni 1951 die Deportation „von politisch unzuverlässlichen Elementen“ in die Bărăgan-Steppe unabhängig von der ethnischen Zugehörigkeit. Die rumänische Führung bezweckte zugleich den einsetzenden Widerstand gegen die bevorstehende Kollektivierung der Landwirtschaft zu brechen. Als die Bărăganverschleppten 1956 heimkehrten, erhielten sie die 1945 enteigneten Häuser und Höfe zurückerstattet. Der Feldbesitz wurde jedoch kollektiviert.

### Etymologie
- 1333 – Sancto Petro
- 1434 – Zenthpeter
- 1558 – Velica Szent-Peter
- 1559–1564 – Nagy–Zenthpetere, Naghzenthpeter, Nagyzenpeter
- 1618 – Zentpetar
- 1655 – Szent Peter
- 1690 – Racczenthpeter
- 1741 – Ratz St. Peter
- 1828 – Szen Peter
- 1913 – Nagyszentpeter
- 1945 – Sânpetru Mare

### Kulturleben
Am 9. September 1809 begann der erste Pfarrer Stefan Novak seinen Dienst in der neu errichteten Kirche. Im selben Jahr wurde auch ein neues Schulhaus erbaut. Eine deutsche Schule gab es schon seit 1796. Infolge der Auswanderungen nach Deutschland und nach Österreich verminderte sich die Zahl der deutschen Kinder, so dass es seit den 1980er Jahren keine deutsche Schule und keinen deutschen Kindergarten mehr gab.

## Touristische Attraktion
Eine touristische Attraktion ist der Naturschutzpark am Maroschtal. 2004 wurde per Dekret eine Fläche von 17.166 ha auf dem Territorium der Kreise Timiș und Arad zum Naturschutzgebiet erklärt, um seltene Vogelarten und vom Aussterben bedrohte Baumbestände zu schützen. 2006 wurde der Forstbestand durch Neubepflanzungen erheblich aufgestockt und eine Raststätte eingerichtet.